# Sancho Martínez de Leyva
Sancho Martínez de Leyva y Mendoza (Leiva, c. 1543 – Cambray, 31/01/1601), fue un militar de los Tercios españoles durante la segunda mitad del siglo XVI, llegando a ser maestre de Campo del Tercio gemelo de Lombardía, maestre de Campo General del Ejército y la Armada, capitán General de Cambrésis, castellano de Cambray, comendador de la Barra en la Orden de Santiago, y miembro del Consejo de Guerra con Felipe III.
El apellido también aparece como Leiva o Leiba,

## Origen y familia
Tercer hijo varón de don Sancho Martínez de Leiva y Ladrón de Guevara (1509-1579), Virrey y capitán General de Navarra, y de doña Leonor Hurtado de Mendoza (n. 1515), que se casaron en 20/08/1534.
Tuvo cinco hermanos: Alonso (Señor de Leyva, casado con Mariana de Mendoza), Pedro (casó con Leonor de Arteaga), Felipe, Francisco, y García (estos dos últimos fallecidos en cautiverio con Constantinopla); así como tres hermanas: Isabel (casó con Luis Álvarez de Toledo y Mendoza, V Señor de Mancera), Francisca (casó con Alonso Rodríguez de Fonseca, Señor de Cubo) y Ana María.
Cuando su padre enviudó volvió a casar con Hipólita Violante Eril de Cardona (n. c. 1560). De este matrimonio tuvo dos hermanastras llamadas Hipólita (casada con Francisco Arias de Bobadilla, maestre de Campo y Conde de Puñonrostro), y Juana (monja del monasterio de Las Huelgas de Burgos).
Tuvo un hermanastro de madre desconocida, llamado Juan, que murió luchando contra los Otomanos cuando sus hermanos Francisco y García, y su padre fueron apresados.

## Biografía

### Primeros episodios de su vida
En su mocedad sirvió como capitán en las Galeras de Nápoles, defendiendo las costas de este reino, así como en contraofensivas en el norte de África y costa dálmata. Ya con 30 años, en 1573, y como capitán de las Galeras de Nápoles, junto a las Galeras de Sicilia (donde iban sus hermanos Alonso, Pedro y Felipe), participó en la fallida conquista de Túnez bajo el mando de don Juan de Austria.
Posteriormente se traslada a Flandes, bajo el mando de Luis de Requesens y Zúñiga y, a partir de la muerte de éste (1576), con don Juan de Austria, desconocemos en qué Tercio.
Tras el Edicto Perpetuo (1576-77), regresa con su Tercio a Lombardía vía “Camino Español” y, desde allí, a Sicilia por barco. No obstante, aún los Tercios viejos abandonaron Flandes, no tardaron en volver dada la actitud de los rebeldes.

### Capitán de los Tercios en Flandes
Sancho Martínez de Leiva vuelve a Flandes en 1578, y ya no lo abandonará hasta el año 1600.
La primera acción que se le conoce es junto a su hermano Alonso Martínez de Leyva y Cardona, que funda y financia una compañía de aventureros en Italia (1578), y la traslada a Flandes para romper el asedio de la ciudad de Namur (donde se refugiaba don Juan de Austria) tras la batalla de Gembloux, donde las tropas holandesas son literalmente destruidas. El sargento de dicha compañía, llamada de “los nobles de aventureros”, era Sancho Martínez de Leiva y, el alférez, el tío materno, don Diego de Hurtado y Mendoza.
A continuación, fallecido don Juan de Austria (1578), lucha bajo el mando de Alejandro Farnesio como capitán de arcabuceros.
Destacó en las tomas de Limburgo (1578), del castillo de Dalhem (1578) de Malinas (1580), de Maastricht (1579), en las afueras de Gante (1582), Liedekerke (Linkerke) y Ninove en 1582).
Ya en 1584 mandaba una compañía de caballos de lanzas en el Tercio de Lombardía (levado en 1534), y cuyo maestre de Campo era en ese momento don Cristóbal de Mondragón y Otálora de Mercado (1514-1596), conocido en Europa como “El Coronel”. Participa en el asalto a Termonde o Dendermonda (17/08/1584), en el sitio de Amberes (1584-85), en el sitio de Gante (1586), así como en las batallas de Venlo y Nuy.

### Maestre de Campo del Tercio viejo de Lombardía
El 10 de junio de 1588 el duque de Parma, Alejandro Farnesio, le designó maestre de campo del Tercio viejo de Lombardía "gemelo", sustituyendo a Cristóbal de Mondragón y Otálora de Mercado, que había regresado a España. También actuaría como capitán de la compañía de picas de dicho Tercio, destacándose en diversas acciones en ese arte.

### Aventura de la Gran Armada
A continuación (verano de 1588), el Tercio viejo de Lombardía se une a la fuerza expedicionaria de desembarco de la Gran Armada, que deberá de embarcar en Dunquerque. Dicha fuerza de desembarco inicial la componen 4 tercios españoles, un regimiento alemán y otro irlandés: 
- Tercio viejo de Lombardía "gemelo".
- Tercio viejo de Sicilia "gemelo", de Juan Manrique de Lara, hijo del III duque de Nájera, Juan Esteban Manrique de Lara y Cardona.
- Tercio de Bobadilla, de Francisco Arias de Bobadilla, su cuñado.
- Tercio de Queralt, de Luis de Queralt.
- Regimiento de caballería alemán del coronel italiano Ferrante Gonzaga di Bozzolo.
- Regimiento irlandés del coronel Guillermo Estanley (a veces Stanley).

Otros tantos Tercios italianos, valones, uno borgoñés así como otros regimientos alemanes y corsos embarcarán más tarde desde otros puertos cercanos. 
El día 9 de agosto de 1588 este ejército, con el Tercio de Martínez de Leiva al frente, embarca para cruzar el canal de la Mancha junto a Alejandro Farnesio, pero teniendo noticia de la mala climatología, la tropa desembarca para alojarse de nuevo. El día 12 los volvió a embarcar, y a los dos días, los volvió a desembarcar teniendo noticia de que la Gran Armada había sido desbaratada por la mar. 
Marcharon a Amberes el 15 de agosto de 1588, terminando así la malograda primera invasión española de Inglaterra.
Tres meses después (del 24/09 al 13/11 de 1588), participó con su Tercio en el asedio de Bergen-Op-Zoom con el mismo ejército que le iba a acompañar a Inglaterra. La ciudad estaba defendida por una fuerza holandesas y voluntarios ingleses al mando del coronel galés sir Thomas Morgan (c. 1542-1595). Dada la extrema violencia de esta batalla, el Tercio sufrió numerosas bajas, por lo que una vez los españoles se retiraron, el Tercio de Sancho Martínez de Leyva fue reforzado con efectivos catalanes del reformado Tercio de Queralt.

### Disolución del Tercio viejo de Lombardía
Después del asedio de Bergen-Op-Zoom, el Tercio empezó a estar muy disconforme con el conde alemán Pedro Ernesto de Mansfeld. En realidad, desde que el conde de Mansfeld dejó de ser gobernador efectivo de los Países Bajos (1594), asumía el mando real del Tercio. Además, unos años antes, ya se sospechó de las connivencias del conde con los protestantes. Por ello, cuando el Tercio recibió la orden de cruzar el río Mosa pera instalarse en una de sus islas durante el invierno de 1598, los españoles recordando una orden anterior similar con consecuencias desastrosas (durante los sucesos de Empel), sencillamente se negaron, iniciando una retirada.
De otro lado, el Tercio estaba exhausto, sin recibir las pagas completas, con numerosas bajas y sufriendo un invierno frío.
No obstante, aún el conato de motín se apaciguó, a Alejandro Farnesio no le gustó el hecho, por lo que actuó contundentemente como ejemplo para el resto de tropas. Así pues, disolvió el Tercio y distribuyó a sus compañías como refuerzo de otras unidades en Flandes. En un principio, Sancho Martínez de Leyva y sus hombres dudaron en acatar las órdenes, pero su fidelidad a la Monarquía pudo más (9 de diciembre de 1589).
La bandera del Tercio fue batida y plegada por su alférez, que rompió su asta. Acto seguido se hizo lo mismo con cada bandera de cada compañía. El cronista Famiano Estrada dijo:
“algunos no pudieron detener las lágrimas a fuerza de deshonor; y los que tantas veces había tolerados sus heridas con ojos secos, como ajenas, ahora traspasados con más penetrante dardo, entre suspiros y gemidos se rendían oprimidos de dolor ( … ) y todos con pompa fúnebre lloraban al tercio como difunto que llevaban al sepulcro”.
Se considera que el Tercio departamental de Flandes (a veces llamado Tercio viejo de Flandes), creado en 1590, fue su sucesor, en contraposición del Tercio Ordinario del Estado de Milán, que también se le conoció como Tercio de Lombardía, por tener los dos el mismo origen, pero que en realidad eran dos unidades diferentes. De esta forma, cada Tercio quedó definido por el territorio donde actuarían: uno en Flandes y otro en el norte de Italia.

### Últimos años
Después de la desaparición de su Tercio, el 7 de enero de 1591 Alejandro Farnesio lo designó capitán de una compañía de caballería ligera con lanzas. En 1593 participa en la toma por asalto de La Chapelle a las órdenes del conde de Mansfeld.
El 28 de septiembre de 1596, Felipe II le nombró maestre de Campo General del Ejército de Caballería e Infantería de la Armada, a las órdenes del capitán general del Mar Océano don Martín de Padilla y Manrique (conde de Santa Gadea), señalando que hacía este nombramiento “por la satisfaçion que tengo de vos don Sancho Martinez de Leyva y tener conosçida y experimentada vra. sufiçiençia, fidelidad y buen deseo a mi servicio”.
El año siguiente, Felipe II le otorgó una encomienda de 1.000 ducados de Calatrava.
Aspiró, sin lograrlo, a la castellanía de Anvers (Amberes).
Murió siendo miembro del Consejo de Guerra de Felipe III, capitán General de Cambrésis, y gobernador y castellano de Cambray, donde murió a principios de 1601.

## Matrimonio y descendencia
Casó en Flandes con Margarita de Varich, hija de Enrique de Varich y de Margarita de Berjea.
Tuvo por hijo a Antonio de Leyva, comendador de la Orden de la Barra en la Orden de Santiago.